# Молопо (местный муниципалитет)
Молопо (Molopo) — местный муниципалитет в районе Рутх Сегомотси Момпати Северо-Западной провинции (ЮАР). Название муниципалитета образовано от реки Молопо.